# Primero de Mayo (Jalisco)
Primero de Mayo es una localidad del estado mexicano de Jalisco. Es parte del municipio de Lagos de Moreno.

## Toponimia
El nombre de la localidad refiere al Día internacional de los trabajadores, celebrado el primero de mayo.

## Demografía
| Gráfica de evolución demográfica |
|                                  |

| Censo | Población |
| ----- | --------- |
| 1900  | 59        |
| 1910  | 34        |
| 1921  | 37        |
| 1930  | 39        |
| 1940  | 65        |
| 1950  | 222       |
| 1960  | 318       |
| 1970  | 448       |
| 1980  | 638       |
| 1990  | 877       |
| 2000  | 1 075     |
| 2010  | 1 210     |
| 2020  | 1 441     |